# Josiane Lima
Josiane Dias de Lima (Florianópolis, 25 de fevereiro de 1975) é uma remadora paralímpica brasileira.
Ela foi eleita a melhor remadora do ano pelo Prêmio Paralímpicos nos anos de 2009, 2014 e 2015.

## Biografia e carreira
Lima é natural de Florianópolis, em Santa Catarina. Ela é professora de educação física, com formação em educação especial, voltada para educação infantil. Ela sofreu um acidente de moto que comprometeu os movimentos da perna esquerda. Iniciou sua trajetória esportiva na natação, em maratonas aquáticas. Migrou para o remo em 2006.
Nos Jogos Paralímpicos de Pequim 2008, Lima, formando dupla com Elton Santana, conquistou a medalha de bronze da prova do skiff duplo misto, classe TA. Essa foi a primeira medalha paralímpica do remo brasileiro. Ela também representou o Brasil nas Paralimpíadas de  Londres 2012, Rio 2016 e Tóquio 2020.
Em 2011, a para-remadora venceu, pela primeira vez, o Campeonato Mundial de Remo Indoor, realizado em Boston, nos Estados Unidos, na categoria TA (tronco e braços). Em 2013, sagrou-se bicampeã mundial. Em 2014, foi tricampeã mundial tendo completado a distância de 1.000 metros no remoergômetro em 3min56s8, 16s mais rápida que a segunda colocada, entre nove participantes. Em 2015, foi tetracampeã mundial, desta vez com o tempo de 4min11seg8.
Em junho de 2023, na 2.ª etapa da Copa do Mundo de Remo Paralímpico, realizada em Varese, na Itália, conquistou a medalha de ouro na prova individual da classe PR2 – remadores que possuem mobilidades nos troncos e nos braços – com o tempo de 10min06s30.

## Principais conquistas
Jogos Paralímpicos
- Bronze – skiff duplo misto (Pequim 2008)[4][2]

Campeonato Mundial de Remo Indoor
- Ouro – categoria TA (2011)[4][7]
- Ouro – categoria TA (2013)[4][7]
- Ouro – categoria TA (2014)[4][7]
- Ouro – categoria TA (2015)[4]